# Fatimih Dávila
Fatimih Dávila Sosa, née le 1er février 1988 à Punta del Este en Uruguay et morte le 2 mai 2019 à Mexico au Mexique, était un mannequin uruguayenne. Elle a été couronnée Miss Uruguay en 2006 et a représenté l'Uruguay à Miss Univers 2006. Le 2 mai 2019, elle a été retrouvée morte dans un hôtel de Mexico au Mexique.